# Edgar Demange
Charles Gabriel Edgar Demange (Versailles, 22 aprile 1841 – Parigi, 11 febbraio 1925) è stato un avvocato francese, noto principalmente per essere stato il difensore di Alfred Dreyfus nel corso dei suoi numerosi processi.

## Biografia
Avvocato di grido, diventò famoso per aver fatto assolvere nel 1870 il principe Pietro Napoleone Bonaparte, cugino di Napoleone III, che aveva ucciso il giornalista Victor Noir, verdetto che contribuì all'impopolarità e poi alla caduta del regime napoleonico. In seguito difese politici di ogni orientamento dalle accuse più varie.

### Ruolo nell'Affare Dreyfus
Nel 1894, dopo l'arresto di Alfred Dreyfus, è a lui che si rivolge il fratello Mathieu Dreyfus per difenderlo. Demange accetta, a una condizione: «Se dovessi scoprire che è davvero colpevole di spionaggio, abbandonerò il caso, e lo farò pubblicamente, così da far capire la verità all'opinione pubblica». Demange in realtà si convince subito dell'innocenza dell'imputato e dell'esiguità delle prove contro di lui, al punto da esclamare: «In 30 anni di carriera è la seconda volta che difendo un innocente». La sua difesa nel primo processo, quello del dicembre 1894, è estremamente rispettosa del tribunale militare, e tutta incentrata sull'impossibilità di attribuire con certezza il bordereau a Dreyfus, ma il suo lavoro viene vanificato dal dossier segreto consegnato ai giurati poco prima della sentenza.
Nel corso degli anni successivi, Demange resta vicino alla famiglia Dreyfus che però gli affianca un altro avvocato, dall'impostazione più polemica e antimilitarista, Fernand Labori. La differenza di vedute tra i due avvocati non favorisce la causa di Dreyfus. Quando, durante il nuovo processo di Rennes del 1899, Labori viene ferito gravemente, tocca a Demange difendere in aula l'imputato: non riesce però a contrastare con efficacia le bugie degli alti vertici militari, che portano a una nuova condanna. Sarà sempre lui, diversi anni dopo, a ottenere l'annullamento della condanna a Dreyfus.